# Säcktjärnen
Säcktjärnen är en sjö i Örnsköldsviks kommun i Ångermanland och ingår i Idbyåns huvudavrinningsområde. Sjön har en area på 0,0308 kvadratkilometer och ligger 189,5 meter över havet.

## Delavrinningsområde
Säcktjärnen ingår i det delavrinningsområde (703929-164215) som SMHI kallar för Utloppet av Långåkerssjön. Medelhöjden är 225 meter över havet och ytan är 3,38 kvadratkilometer. Räknas de 5 avrinningsområdena uppströms in blir den ackumulerade arean 14,52 kvadratkilometer. Kakubölesån som avvattnar avrinningsområdet har biflödesordning 2, vilket innebär att vattnet flödar genom totalt 2 vattendrag innan det når havet efter 25 kilometer. Avrinningsområdet består mestadels av skog (83 procent). Avrinningsområdet har 0,42 kvadratkilometer vattenytor vilket ger det en sjöprocent på 12,3 procent.